# Hania Hernández
Hania Laynée Hernández Manchamé es una de las reinas de belleza más reconocidas y queridas tanto en su natal Chiquimula, como en toda Guatemala.

## Biografía
Nació un 18 de junio de 1985 (39 años) en la ciudad de Esquipulas, Chiquimula, al oriente de Guatemala. Posee  ojos color miel, cabello castaño y piel morena clara. Mide 1.79 cm de estatura y sus medidas son 91-62-92. Inició su carrera en el mundo de los eventos de belleza desde muy pequeña, ganando muchos título de reina infantil a lo largo de su niñez. 

## Toda una Miss
El primer evento importante, y que le empezó a abrir las puertas al reconocimiento en general fue en el 2003 dónde se corona como Señorita Esquipulas en el mes de junio. En ese mismo año, en el mes de octubre, se convierte en la embajadora de la belleza de la Perla de Oriente en el Certamen Nacional Miss Imagen obteniendo la corona. Cumpliendo un sinfín de compromisos con Zermat, Guatemala, empresa organizadora del eventos...  Compartió seminarios de la belleza en Cancún, México junto a Mirza García, destacada modelo nacional, y Miss Imagen 1998, Miss ExpoWorld Guatemala y Miss Guatemala Internacional 2002 entre otros, Evelyn Arreaga.

## Señorita Chiquimula y Reina Nacional
Los planes de Hania Hernández eran representar a Esquipulas en el reinado departamental Señorita Chiquimula 2004, pero los organizadores de dicho evento no permitieron la participación de señoritas de los municipios limitando la participación de señoritas propias de la cabecera departamental. No es hasta el siguiente año, en el 2005, donde Hania queda inscrita oficialmente como la representante de Esquipulas en el Certamen de Señorita Chiquimula 2005, compitiendo con 9 participantes más, dónde hubo mucha competencia: Astrid Loara González, Sigrid Solís, Yanoharia Sosa, Nuria Lemus, Kellyn Martínez. Es en el mes de julio donde Hania, en una reñida competencia con Astrid González, logra el título.
Coronada como la máxima representante de la belleza de Chiquimula, en septiembre de ese mismo año viaja a la Ciudad de los Altos, Xelajú, Quetzaltenango, para representar a Chiquimula en Reina Nacional de las Fiestas de Independencia, segundo certamen de belleza más importante del país después únicamente de Miss Guatemala Universo, obteniendo el triunfo el miércoles 14 de septiembre, además de otros 7 reconocimientos que se brindaron. Luego de cumplir sus compromisos con la Fraternidad Quetzalteca en las Fiestas de Independencia, Hania regresa triunfal primero en Chiquimula y luego en Esquipulas, donde una comitiva la recibió con homenajes designándola hija predilecta de Chiquimula y de Esquipulas respectivamente.

## Miss Guatemala Internacional
Luego de ocupar la casilla de segunda finalista en Miss Guatemala 2007, Hania fue designaga Miss Guatemala International, para representar al país en Japón. Además, también ser la representante de Guatemala en Reina de la Costa Maya Internacional 2007 en la isla de San Pedro, Belice y en el Reinado Internacional del Café en Manizales Colombia 2008. Pero luego de que la Organización del Miss Guatemala sin mayores explicaciones envío a María José Zavala, la 3a. finalista de Miss Guatemala 2007, a Reina de la Costa Maya. Luego informó que por motivos personales Hania desistía de ser la representante en Miss Internacional 2007, pero la verdadera razón es que Hania desistió porque a una semana de que ella partiera al evento en Japón, fue informada que debía cubrir ciertos requerimientos con Miss International Org. por lo que Hania se vio imposibilitada de cumplirlos en tan solo una semana. Así fue como la nueva designada a Miss Internacional fue Alída Boer, y al Reinado Internacional del Café fue Hamy Tejeda, primera finalista de Miss Guatemala 2007.